# Wolfgang Höper
Wolfgang Höper (* 15. März 1933 in Braunschweig; † 25. Mai 2020 in Stuttgart) war ein deutscher Schauspieler, Musiker und Sänger.

## Leben und Karriere
Nach der mittleren Reife besuchte Höper die Staatliche Hochschule für Musik und Theater in Hannover. Von 1956 bis 1958 war er am Stadttheater Hildesheim engagiert.
Dort spielte er den Hauptmann in Shaws Androklus und der Löwe, Jim in Die Glasmenagerie und Koninsky in Die Räuber (1957, Regie: Erwin Piscator). 1958 wechselte er an das Nationaltheater Mannheim, wo er bis 1964 blieb. Hier spielte er Melchtal in Wilhelm Tell (1958), Marsili in Leben des Galilei (1959), Edgar in Frys Venus im Licht (1959), Warwick in Jeanne oder Die Lerche (1960), Melefont in Miss Sara Sampson (1960), Nestor le Fripé in Irma la Douce (1961) und Fred Graham in Kiss me, Kate (1964).
Von 1964 bis 1966 gehörte er zum Ensemble des Staatstheaters Wiesbaden. Rollen waren Ed in Ortons Seid nett zu Mr. Sloane und Oronte in Der Menschenfeind. 1966 wurde er Mitglied des Württembergischen Staatstheaters Stuttgart, dem er in den folgenden Jahrzehnten erhalten blieb. Lediglich 1972/73 arbeitete er am Schauspielhaus Düsseldorf.
In Stuttgart verkörperte er Somerset in Heinrich VI. (1967), Baxter in Hopkins’ Diese Geschichte von Ihnen (1969), Malvolio in Was ihr wollt (1974), Theseus/Oberon in Ein Sommernachtstraum (1977), Martin in Die kahle Sängerin (1974/75), Dr. Relling in Die Wildente (1977), Valère in Der Menschenfeind (1967), Lenny in Pinters Die Heimkehr (1967), Licht in Der zerbrochne Krug (1968), Magneau in Victor oder die Kinder an der Macht (1970), Harry in Storeys Home (1971), Sultan Saladin in Nathan der Weise (1976), Strasser in Zur schönen Aussicht (1976), Wehrhahn in Der Biberpelz (1976), Kulygin in Drei Schwestern (1978), Chandebise/Poche in Feydeaus Floh im Ohr (1981), Hiob in Demetrius (1982), Dave Moss in Mamets Hanglage Meerblick (1986, deutsche Erstaufführung), Jack McCracken in Ayckbourns Familiengeschäfte (1988), Rauch in Kasimir und Karoline (1989), Kanonikus Burren in O’Caseys Das Freudenfeuer für den Bischof (1990) und Hansen in Philippe Adriens Sonntags am Meer (1994/95). In Samuel Becketts Das letzte Band und in Patrick Süskinds Der Kontrabass hatte er als Solist Erfolg.
1976 wurde Höper zum Staatsschauspieler ernannt, im selben Jahr wurde er Lehrbeauftragter an der Hochschule für Musik und Darstellende Kunst Stuttgart und 1998 Ehrenmitglied der Staatstheater Stuttgart. Er war Mitarbeiter beim Südwestrundfunk und wirkte in zahlreichen Fernsehspielen mit. Außerdem veranstaltete er Dichterlesungen und Rezitationsabende. Höper lebte in Stuttgart, war verheiratet und Vater von zwei Kindern. Er starb im Mai 2020 im Alter von 87 Jahren während der COVID-19-Pandemie in Deutschland an COVID-19.

## Filmografie (Auswahl)
- 1955: Reifende Jugend
- 1967: Das Attentat – Schleicher: General der letzten Stunde
- 1969: Rebellion der Verlorenen (Dreiteiler)
- 1970: Wie ein Träne im Ozean (Dreiteiler)
- 1970: Nicht nur zur Weihnachtszeit
- 1972: Ein Toter stoppt den 8 Uhr 10
- 1972: Die Pueblo-Affaire
- 1973: Frühbesprechung (Fernsehserie, Folgen: Dibbedidapp; Das grüne Nummernschild)
- 1977: Ein Haus für uns – Jugenderholungsheim (Fernsehserie, Folgen: Die Insel; Aus der Familie der Panzerechsen)
- 1977: Der Fall Winslow
- 1979: Tatort – Mitternacht, oder kurz danach
- 1981: Histoires de voyous: Opération Primevère
- 1982: Eine Zeitlang, es war in Rom, dachte er nur an schneebedeckte Felder
- 1982: Die Pawlaks – Eine Geschichte aus dem Ruhrgebiet (Fernsehserie)
- 1984: Weltuntergang
- 1984: Das Verschwinden der Harmonie
- 1984: Die schöne Wilhelmine (Fernsehserie, Folge: Heimsuchungen)
- 1984: Geschichten aus der Heimat (Fernsehserie, Episode „Kohl und Pinkel“)
- 1987: Tatort – Eine Million Mäuse
- 1987: Tatort – Spiel mit dem Feuer
- 1991: Schwarz Rot Gold (Fernsehserie, Folge: Stoff)

## Hörspiele
- 1969: Herbert W. FRANKE: Zarathustra kehrt zurück – Regie: Andreas Weber-Schäfer
- 1996: Alfred Marquart: Sherlock Holmes und die Whitechapel-Morde (Mr. Pendergast) – Regie: Patrick Blank (Hörspiel – SWF)
- 2011: Hanns Heinz Ewers: Clarimonde (nach der Erzählung „Die Spinne“) – Regie: Uwe Schareck (DKultur)

## Notizen
1. ↑  Traueranzeigen von Wolfgang Höper | stuttgart-gedenkt.de. Abgerufen am 30. Mai 2020 (deutsch).
2. ↑  nach dessen Roman La Baye von 1967. Regisseur Claus Peymann
3. ↑  Stuttgarter Schauspieler Wolfgang Höper gestorben. In: SWR. Archiviert vom Original (nicht mehr online verfügbar) am 24. Januar 2021; abgerufen am 30. Mai 2020.  Info: Der Archivlink wurde automatisch eingesetzt und noch nicht geprüft. Bitte prüfe Original- und Archivlink gemäß Anleitung und entferne dann diesen Hinweis.

| Personendaten    | Personendaten          |
| ---------------- | ---------------------- |
| NAME             | Höper, Wolfgang        |
| ALTERNATIVNAMEN  | Hoeper, Wolfgang       |
| KURZBESCHREIBUNG | deutscher Schauspieler |
| GEBURTSDATUM     | 15. März 1933          |
| GEBURTSORT       | Braunschweig           |
| STERBEDATUM      | 25. Mai 2020           |
| STERBEORT        | Stuttgart              |